# Patinage de vitesse aux Jeux olympiques de 1980
Pour des articles plus généraux, voir Patinage de vitesse aux Jeux olympiques et Jeux olympiques d'hiver de 1980.
Navigation
Innsbruck 1976 Sarajevo 1984
Les épreuves de patinage de vitesse aux Jeux olympiques d'hiver de 1980 ont lieu du 14 au 23 février 1980 au James B. Sheffield Olympic Skating Rink, à Lake Placid (États-Unis).

## Podiums

### Hommes
| Épreuves            | Médaille d'or | Médaille d'argent     | Médaille de bronze             |
| ------------------- | ------------- | --------------------- | ------------------------------ |
| 500 m 15 février    | Eric Heiden   | Yevgeny Kulikov       | Lieuwe de Boer                 |
| 1 000 m 19 février  | Eric Heiden   | Gaétan Boucher        | Frode Rønning Vladimir Lobanov |
| 1 500 m 21 février  | Eric Heiden   | Kay Arne Stenshjemmet | Terje Andersen                 |
| 5 000 m 16 février  | Eric Heiden   | Kay Arne Stenshjemmet | Tom Erik Oxholm                |
| 10 000 m 23 février | Eric Heiden   | Piet Kleine           | Tom Erik Oxholm                |

### Femmes
| Épreuves           | Médaille d'or      | Médaille d'argent | Médaille de bronze |
| ------------------ | ------------------ | ----------------- | ------------------ |
| 500 m 15 février   | Karin Kania        | Leah Poulos       | Natalya Petrusyova |
| 1 000 m 17 février | Natalya Petrusyova | Leah Poulos       | Silvia Albrecht    |
| 1 500 m 14 février | Annie Borckink     | Ria Visser        | Sabine Becker      |
| 3 000 m 20 février | Bjørg Eva Jensen   | Sabine Becker     | Beth Heiden        |

## Résultats
5000m H
| Place | Nation     | Athlète              | Temps         |
| ----- | ---------- | -------------------- | ------------- |
| 1er   | États-Unis | Eric Heiden          | 7 min 02 s 29 |
| 2e    | Norvège    | Kay Stenshjemmet     | 7 min 03 s 28 |
| 3e    | Norvège    | Tom Erik Oxholm      | 7 min 05 s 59 |
| 4e    | Pays-Bas   | Hilbert van der Duim | 7 min 07 s 97 |
| 5e    | Norvège    | Øyvind Tveter        | 7 min 08 s 36 |
| 6e    | Pays-Bas   | Piet Kleine          | 7 min 08 s 96 |
| 7e    | États-Unis | Mike Woods           | 7 min 10 s 39 |
| 8e    | Suède      | Ulf Ekstrand         | 7 min 13 s 13 |

3000 m F
| Place | Nation             | Athlète             | Temps         |
| ----- | ------------------ | ------------------- | ------------- |
| 1er   | Norvège            | Bjørg Eva Jensen    | 4 min 32 s 13 |
| 2e    | Allemagne de l'Est | Sabine Becker       | 4 min 32 s 79 |
| 3e    | États-Unis         | Beth Heiden         | 4 min 33 s 77 |
| 4e    | Allemagne de l'Est | Andrea Mitscherlich | 4 min 37 s 69 |
| 5e    | Pologne            | Erwina Ryś-Ferens   | 4 min 37 s 89 |
| 6e    | États-Unis         | Mary Docter         | 4 min 39 s 29 |
| 7e    | Suède              | Sylvia Filipsson    | 4 min 40 s 22 |
| 8e    | Union soviétique   | Natalya Petrusyova  | 4 min 42 s 59 |

500 m H
| Place | Nation           | Athlète             | Temps   |
| ----- | ---------------- | ------------------- | ------- |
| 1er   | États-Unis       | Eric Heiden         | 38 s 03 |
| 2e    | Union soviétique | Yevgeny Kulikov     | 38 s 37 |
| 3e    | Pays-Bas         | Lieuwe de Boer      | 38 s 48 |
| 4e    | Norvège          | Frode Rønning       | 38 s 66 |
| 5e    | États-Unis       | Dan Immerfall       | 38 s 69 |
| 6e    | Norvège          | Jarle Pedersen      | 38 s 83 |
| 7e    | Union soviétique | Anatoliy Medennikov | 38 s 88 |
| 8e    | Canada           | Gaétan Boucher      | 38 s 90 |

500 m F
| Place | Nation             | Athlète             | Temps   |
| ----- | ------------------ | ------------------- | ------- |
| 1er   | Allemagne de l'Est | Karin Enke          | 41 s 78 |
| 2e    | États-Unis         | Leah Poulos-Mueller | 42 s 26 |
| 3e    | Union soviétique   | Natalya Petrusyova  | 42 s 42 |
| 4e    | Suède              | Ann-Sofie Järnstrøm | 42 s 47 |
| 5e    | Japon              | Makiko Nagaya       | 42 s 70 |
| 6e    | Allemagne de l'Est | Cornelia Jacob      | 42 s 98 |
| 7e    | États-Unis         | Beth Heiden         | 43 s 18 |
| 8e    | Union soviétique   | Tatyana Tarasova    | 43 s 26 |

1000 m H
| Place | Nation             | Athlète          | Temps         |
| ----- | ------------------ | ---------------- | ------------- |
| 1er   | États-Unis         | Eric Heiden      | 1 min 15 s 18 |
| 2e    | Canada             | Gaétan Boucher   | 1 min 16 s 68 |
| 3e    | Union soviétique   | Vladimir Lobanov | 1 min 16 s 91 |
| 3e    | Norvège            | Frode Rønning    | 1 min 16 s 91 |
| 5e    | États-Unis         | Peter Mueller    | 1 min 17 s 11 |
| 6e    | Pays-Bas           | Bert de Jong     | 1 min 17 s 29 |
| 7e    | Allemagne de l'Est | Andreas Dietel   | 1 min 17 s 91 |
| 8e    | Suède              | Oloph Granath    | 1 min 17 s 94 |

1000 m F
| Place | Nation             | Athlète             | Temps         |
| ----- | ------------------ | ------------------- | ------------- |
| 1er   | Union soviétique   | Natalya Petrusyova  | 1 min 24 s 10 |
| 2e    | États-Unis         | Leah Poulos-Mueller | 1 min 25 s 41 |
| 3e    | Allemagne de l'Est | Silvia Albrecht     | 1 min 26 s 46 |
| 4e    | Allemagne de l'Est | Karin Enke          | 1 min 26 s 66 |
| 5e    | États-Unis         | Beth Heiden         | 1 min 27 s 01 |
| 6e    | Pays-Bas           | Annie Borckink      | 1 min 27 s 24 |
| 7e    | Canada             | Sylvia Burka        | 1 min 27 s 50 |
| 8e    | Suède              | Ann-Sofie Järnstrøm | 1 min 28 s 10 |

1500 m H
| Place | Nation             | Athlète           | Temps         |
| ----- | ------------------ | ----------------- | ------------- |
| 1er   | États-Unis         | Eric Heiden       | 1 min 55 s 44 |
| 2e    | Norvège            | Kay Stenshjemmet  | 1 min 56 s 81 |
| 3e    | Norvège            | Terje Andersen    | 1 min 56 s 92 |
| 4e    | Allemagne de l'Est | Andreas Dietel    | 1 min 57 s 14 |
| 5e    | Union soviétique   | Yury Kondakov     | 1 min 57 s 36 |
| 6e    | Norvège            | Jan Egil Storholt | 1 min 57 s 95 |
| 7e    | Suède              | Tomas Gustafson   | 1 min 58 s 18 |
| 8e    | Union soviétique   | Vladimir Lobanov  | 1 min 59 s 30 |

1500 m F
| Place | Nation             | Athlète             | Temps         |
| ----- | ------------------ | ------------------- | ------------- |
| 1er   | Pays-Bas           | Annie Borckink      | 2 min 10 s 95 |
| 2e    | Pays-Bas           | Ria Visser          | 2 min 12 s 35 |
| 3e    | Allemagne de l'Est | Sabine Becker       | 2 min 12 s 38 |
| 4e    | Norvège            | Bjørg Eva Jensen    | 2 min 12 s 59 |
| 5e    | Suède              | Sylvia Filipsson    | 2 min 12 s 84 |
| 6e    | Allemagne de l'Est | Andrea Mitscherlich | 2 min 13 s 05 |
| 7e    | États-Unis         | Beth Heiden         | 2 min 13 s 10 |
| 8e    | Union soviétique   | Natalya Petrusyova  | 2 min 14 s 15 |

10000 m H
| Place | Nation             | Athlète              | Temps          |
| ----- | ------------------ | -------------------- | -------------- |
| 1er   | États-Unis         | Eric Heiden          | 14 min 28 s 13 |
| 2e    | Pays-Bas           | Piet Kleine          | 14 min 36 s 03 |
| 3e    | Norvège            | Tom Erik Oxholm      | 14 min 36 s 60 |
| 4e    | États-Unis         | Mike Woods           | 14 min 39 s 53 |
| 5e    | Norvège            | Øyvind Tveter        | 14 min 43 s 53 |
| 6e    | Pays-Bas           | Hilbert van der Duim | 14 min 47 s 58 |
| 7e    | Union soviétique   | Viktor Lyoskin       | 14 min 51 s 72 |
| 8e    | Allemagne de l'Est | Andreas Ehrig        | 14 min 51 s 94 |

## Médailles
| Rang | Nations            | Médaille d'or | Médaille d'argent | Médaille de bronze | Total |
| ---- | ------------------ | ------------- | ----------------- | ------------------ | ----- |
| 1er  | États-Unis         | 5             | 2                 | 1                  | 8     |
| 2e   | Norvège            | 1             | 2                 | 4                  | 7     |
| 3e   | Pays-Bas           | 1             | 2                 | 1                  | 4     |
| 4e   | Allemagne de l'Est | 1             | 1                 | 2                  | 4     |
| 4e   | Union soviétique   | 1             | 1                 | 2                  | 4     |
| 6e   | Canada             | 0             | 1                 | 0                  | 1     |